# نماینده ویژه دبیرکل سازمان ملل متحد
نمایندهٔ ویژه دبیرکل سازمان ملل متحد (به انگلیسی: Special Representative of the Secretary-General of the United Nation) یکی از مشاغل عالی‌رُتبه دیپلماتیک در سازمان ملل متحد است. نمایندگان ویژه سازمان ملل متحد توسط دبیرکل سازمان ملل متحد منصوب می‌شوند و می‌توانند در غیاب دبیرکل سازمان ملل متحد با رهبران کشورهای جهان در مسائل مرتبط با حوزه «ماموریت‌شان» مذاکره و گفتگو کنند. نماینده ویژه دبیرکل هم‌چنین می‌تواند گزارش‌های رسمی را از جانب دبیرکل به شورای امنیت سازمان ملل متحد ارائه دهد.

## نماینده‌های ویژه کنونی
- رادیکا کوماراسوامی، نماینده ویژه سازمان ملل متحد در امور مربوط به کودکان در درگیری‌های مسلحانه.[۱]
- مارتا سانتوس پایس، نماینده ویژه سازمان ملل متحد در امور مربوط به خشونت علیه کودکان.
- مارگوت والستروم، نماینده ویژه سازمان ملل متحد در امور خشونت‌های جنسی در منازعات.
- استافان دی میستورا، نماینده ویژه سازمان ملل متحد در امور عراق[۲] و افغانستان.[۳]
- والتر کالین، نماینده ویژه سازمان ملل متحد در امور حقوق بشر آوارگان.
- دیوید نابارو، نماینده ویژه سازمان ملل متحد در امور سوءتغذیه و هماهنگ‌کننده گروه کارشناسان برنامه جهانی غذا در سازمان ملل متحد.
- اخضر ابراهیمی، نماینده ویژه سازمان ملل متحد در امور سوریه.[۴]
- فرید ظریف، نماینده ویژه بان کی‌مون در کوزوو